# マクシミリアン・ミッテルシュテット
マクシミリアン・ミッテルシュテット（Maximilian Mittelstädt、1997年3月18日 - ）は、ドイツ・ベルリン出身のプロサッカー選手。ドイツ代表。VfBシュトゥットガルト所属。ポジションはDF。

## 経歴
地元クラブであるヘルタ・ベルリンのアカデミーで育成され、2016年3月のアイントラハト・フランクフルト戦でトップチームデビュー。
2023年6月7日、VfBシュトゥットガルトと3年契約を結んだ。

### 代表
各年代でドイツ代表に選出されており、UEFA U-19欧州選手権2016や2017 FIFA U-20ワールドカップに参加した。
2024年3月14日、オランダ代表、フランス代表との国際親善試合に臨むドイツ代表のメンバーに初招集された。2024年3月23日、フランス戦で代表デビュー。3月26日、オランダ戦で代表初ゴール。
2024年、UEFA EURO 2024に出場するドイツ代表メンバーに選出された。

## タイトル

### 個人
- フリッツ・ヴァルター・メダル:U-19銅（2016）